# Jutta von Oesede
Jutta von Oesede war von 1324 bis 1333 die Äbtissin des freien weltlichen Stiftes von Gernrode und Frose. Vor ihrer Wahl zur Nachfolgerin der Äbtissin Gertrud II. war sie die Pröpstin des Stiftes.

## Leben

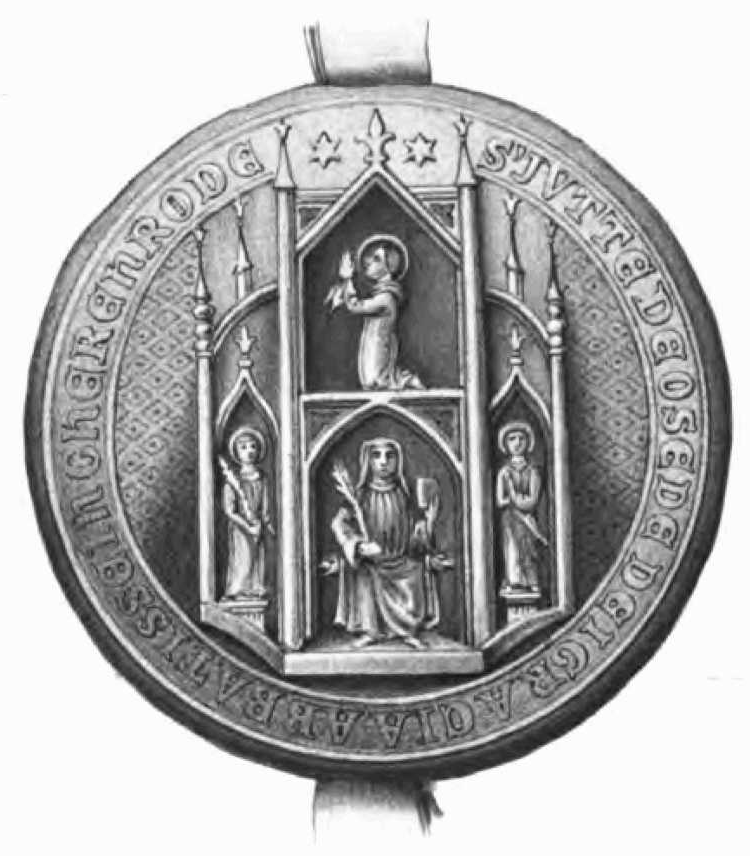
Siegel der Äbtissin Jutta von Oesede

Jutta von Oesede, stammte aus der Familie der Edlen von Oesede in Niedersachsen. Diese waren die Stifter des Klosters in Oesede. Eine Oda von Oesede war bereits 1299 als Kanonisse in Gernrode. Möglicherweise haben die verwandtschaftlichen Beziehungen zu den Edlen von Büren den Eintritt in das Stift von Gernrode gefördert, da es sehr weit vom Stammsitz der Familie entfernt liegt.
Bei ihrer Ernennung zur Pröpstin unter Äbtissin Irmingard II. von Ummendorf scheint es zu Problemen gekommen zu sein, denn das ganze Kapitel wurde am 11. August 1299 durch den Abt Johannes des Klosters von Ballenstedt exkommuniziert, weil dieser sich weigerte, sie als Pröpstin anzuerkennen. Wie das ganze beigelegt wurde, ist nicht belegt, allerdings wurde Jutta von Oesede im Jahre 1324 zur Äbtissin gewählt. Die Bestätigung ihrer Wahl zur Äbtissin durch Papst Johannes XXII. erfolgte am 28. Januar 1325.
Am 7. Januar 1330 stiftete Jutta von Oesede zusammen mit anderen Personen eine Kalandsbrüderschaft, deren Mitglieder aus Klerikern und Kanonissen des Stiftes bestand, welche sich viermal im Jahr in Gernrode zu gemeinsamer Andacht versammeln sollten.
Die letzte von ihr bekannte Urkunde, stammt aus dem September 1333 und ist ein Vergleich zwischen dem Stift und dem Bischof Albrecht II. von Halberstadt über das von diesem beanspruchte Visitationsrecht in den zum Stift gehörenden Pfarreien. Sie setzte dabei die Bestätigung der durch sie und den Konvent ernannten Pfarrer durch.
Jutta starb wahrscheinlich Ende des Jahres 1333 oder in den ersten Wochen des Jahres 1334, da ihre Nachfolgerin Gertrud III. von Everstein laut einem päpstlichen Schreiben vom 3. August 1334 die Päpstliche Konfirmation erhalten hat. Auf Grund dieses Schreibens können eine bei Popperod in den Annales Gernrodensis genannte Äbtissin Hildeburg sowie ihre Nachfolgerin eine Herrin von Wunstorf, ausgeschlossen werden. Bei Otto von Heinemann wurden die beiden Personen dann zur Äbtissin Hildeburg von Wunstorf zusammengezogen.